# Sainte-Marie (Quebec)
Sainte-Marie, antes conocida como Sainte-Marie-de-la-Nouvelle-Beauce, es una ciudad de la provincia de Quebec en Canadá. Está ubicada en el municipio regional de condado (MRC) de Nueva Beauce y a su vez, en la región administrativa de Chaudière-Appalaches.

## Geografía
Sainte-Marie se encuentra ubicada en las coordenadas 46°27′00″N 71°02′00″O / 46.45000, -71.03333. Según Statistique Canada, tiene una superficie total de 107,17 km² y es una de las 1135 municipalidades en las que está dividido administrativamente el territorio de Quebec.

## Política
Sainte-Marie está inclusa en el MRC de Nueva Beauce. El consejo municipal se compone del alcalde y de seis consejeros sin división territorial. El alcalde actual (2015) es Gaétan Vachon, que sucedió a Harold Guay en 2013.
|            | 2005-2009                                                                                           | 2009-2013                                                                                           | 2013-2017                                                                             |
| Alcalde    | Harold Guay                                                                                         | Harold Guay                                                                                         | Gaétan Vachon                                                                         |
| Consejeros | Mélanie Boissoneault Yves Chassé Patrice Cossette Christian Laroche Paulin Nappert Rosaire Simoneau | Mélanie Boissoneault Yves Chassé Patrice Cossette Christian Laroche Paulin Nappert Rosaire Simoneau | Nicole Boilard Eddy Faucher Claude Gagnon Luce Lacroix Steve Rouleau Rosaire Simoneau |

* Al inicio del termo pero no al fin.  ** Al fin del termo pero no al inicio.  # En el partido del alcalde.
El territorio de Sainte-Marie forma parte de las circunscripciones electorales de Beauce-Nord a nivel provincial y de Beauce a nivel federal.

## Demografía
Según el censo de Canadá de 2011, había 12 889 personas residiendo en esta ciudad con una densidad de población de 120,3 hab./km². Los datos del censo mostraron que de las 11 584 personas censadas en 2006, en 2011 hubo un aumento poblacional de 1305 habitantes (11,3%). El número total de inmuebles particulares resultó de 5654 con una densidad de 52,76 inmuebles por km². El número total de viviendas particulares que se encontraban ocupadas por residentes habituales fue de 5512.
Evolución de la población total, Sainte-Marie, 1991-2015